# Blue Wings
Pour les articles homonymes, voir BWG.

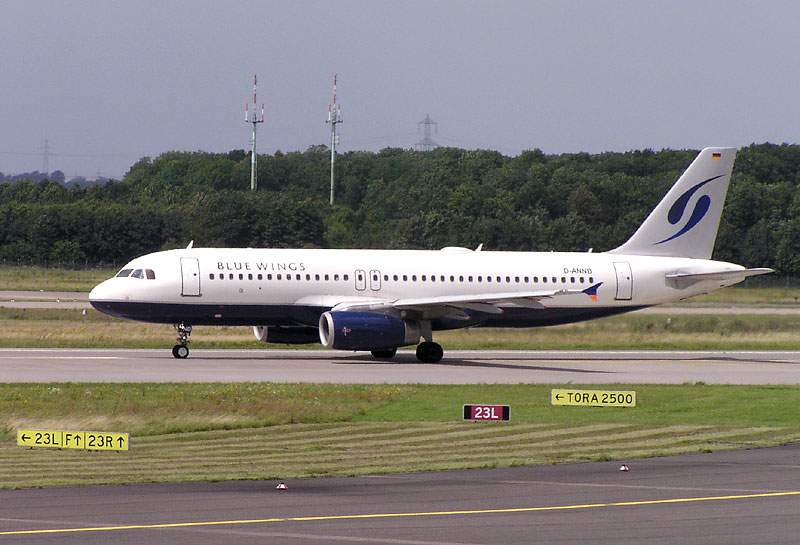
Airbus A320 en 2007

Blue Wings (code AITA : QW  code OACI : BWG ) était une compagnie aérienne charter basée à Düsseldorf en Allemagne.

## Histoire
La compagnie a été fondée en 2002. Le 13 janvier 2010, Blue Wings cesse ses opérations définitivement.

## Destinations
Blue Wings desservait 15 destinations en Afrique, en Europe et au Moyen-Orient.

## Flotte
Blue Wings exploitait en janvier 2010, 8 avions, dont 7 Airbus A320-200 et 1 Airbus A321-200.